# Dominis (Boulez)
Domaines (Dominis) és una composició de Pierre Boulez escrita entre 1961 i 1968. N'existeixen dues versions, una per a clarinet sol, l'altra per a clarinet sol i sis grups instrumentals. Com altres obres de Boulez d'aquest període, és una obra de música aleatòria.

## Antecedents
Domaines va començar l'any 1961 com a obra per a clarinet sol i es va anar ampliant progressivament durant un període de vuit anys en una versió per a clarinet i conjunt, amb el solista  determinant l'ordre en què s'interpreta el material mentre es mou per l'escenari. En una entrevista, Boulez va descriure les seves raons per adoptar formularis mòbils en obres d'aquell període:
| «                | n primer lloc, vaig sentir que el curs d'una obra havia de ser múltiple més que senzill; en segon lloc, vaig trobar que la disposició tipogràfica de la música es podia renovar amb la introducció de parèntesis, cursiva i altres i, en tercer lloc, volia que l'intèrpret enfrontat a una obra pogués trobar-se en una situació completament nova cada cop que l'abordés. | » |
| — Pierre Boulez, | |   |

## Material i forma
L'obra consta d'una secció "exterior" anomenada Original, seguida d'una secció de "retorn" anomenada Miroir (Mirall), cadascuna amb una durada d'uns 15 minuts. Cada secció està formada per sis parts marcades amb amb les lletres de la A a la F. En la versió de clarinet solista, l'intèrpret toca les sis seccions d'Original en una seqüència que esculli, després de la qual es toquen les sis seccions de Miroir.
 

La versió per conjunt de Domaines requereix sis grups instrumentals etiquetats amb les lletres de la A a la F,corresponents als noms de les sis parts del clarinetista), a més del solista i el director:
1. Quartet de trombons (un alto, dos tenors, un baix)
2. Sextet de cordes (dos violins, dues violes i dos violoncels)
3. Duo de marimba i contrabaix
4. Quintet mixte (flauta, trompeta, saxo, fagot i arpa)
5. Trio d'oboè, trompa i guitarra
6. Clarinet baix

La versió per conjunt s'estructura de manera semblant a la del solista. A la secció Original comença el solista, escollint l'ordre de les parts i passant al grup amb la mateixa lletra abans de tocar, després el grup respon amb la seva música mentre el solista passa a una part diferent. Això continua fins que les sis parts són interpretades pel solista alternant amb els grups instrumentals. A la secció Miroir, el procés s'inverteix: comencen els grups instrumentals, amb el director que determina l'ordre en què toquen, i el solista segueix la música de cada grup amb la partitura corresponent, tornant a tocar les sis parts.
Així, tot i que la música està anotada, l'intèrpret té una certa llibertat. Segons Boulez, el solista "manifesta la seva presència d'acord amb les sis estructures que ha de tocar. No hi ha manera de fer més clara l'estructura mateixa que visibilitzant-la a través dels moviments de l'instrumentista: però això no és més que una representació geogràfica del que passa a la partitura".
Domaines va ser una de les últimes obres aleatòries de Boulez i esdevindria la base de Dialogue de l'ombre double per clarinet i electrònica, de 1985. Sobre aquesta composició, Boulez ha remarcat: "És un 'fill de Domaines'. Diàleg és la part A de Domaines. Però el que originàriament eren 30 segons són ara 20 minuts".
L'autor David Schiff va assenyalar que el concert per clarinet d'Elliott Carter, encarregat i estrenat per Boulez, divideix l'orquestra en sis grups entre els quals el solista pot passejar i es pot entendre com un homenatge a Domaines.

## Estrenes i publicacions
La versió per a clarinet sol va ser interpretada per primera vegada per Hans Deinzer el 20 de setembre de 1968 a Ulm, Alemanya. La versió per a clarinet i conjunt es va estrenar a Brussel·les el 20 de desembre de 1968, amb el solista Walter Boeykens i l'orquestra simfònica de Radio Belgium, dirigida pel mateix Boulez. Una versió revisada de l'edició del conjunt es va representar per primera vegada a París el 10 de novembre de 1970, amb el solista Michel Portal i el conjunt Musique Vivante, de nou dirigit per Boulez.
Ambdues versions estan publicades per Universal Edition.